# Hirschfeld (Leipzig)

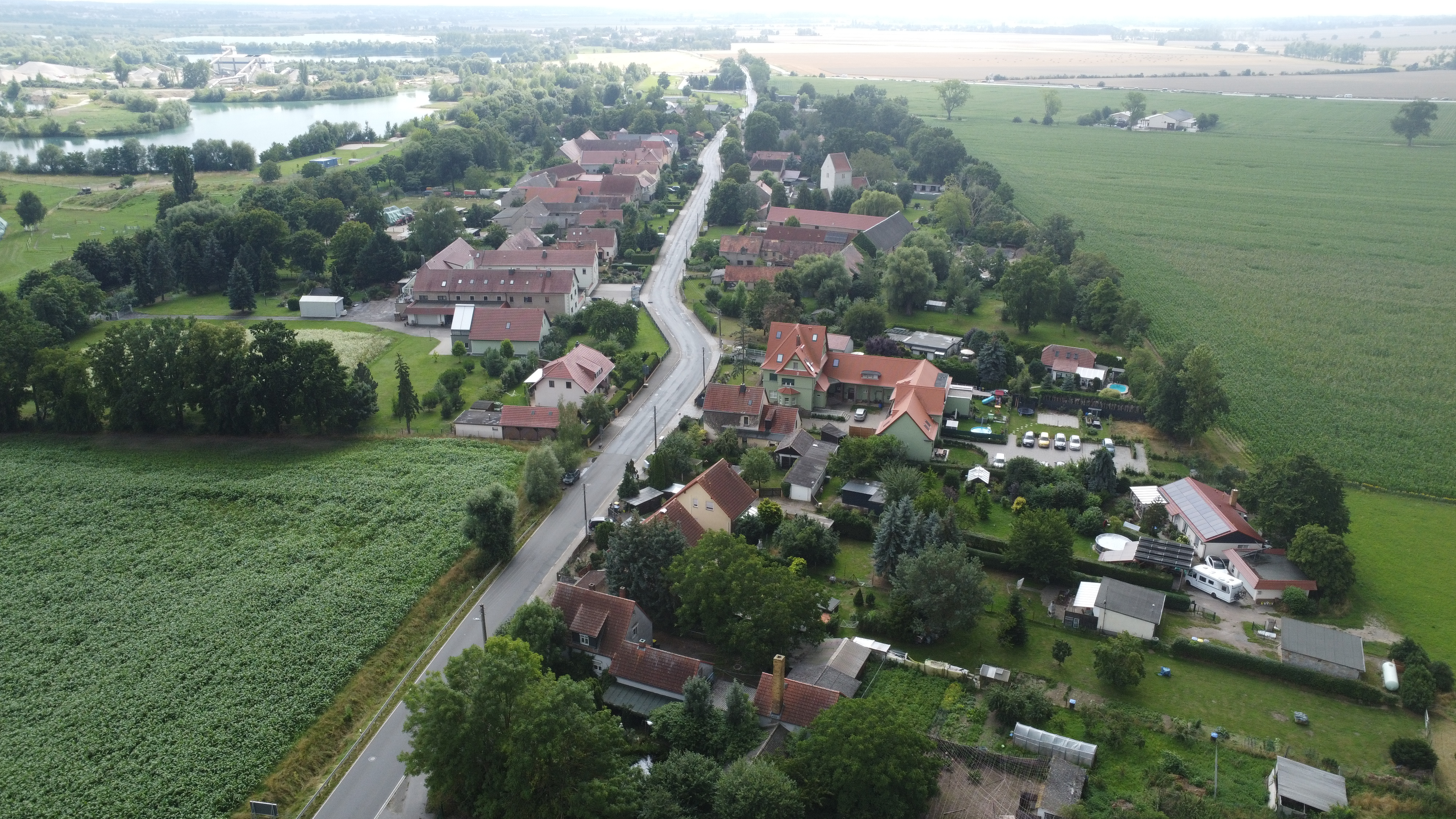
Drohnenaufnahme von Hirschfeld

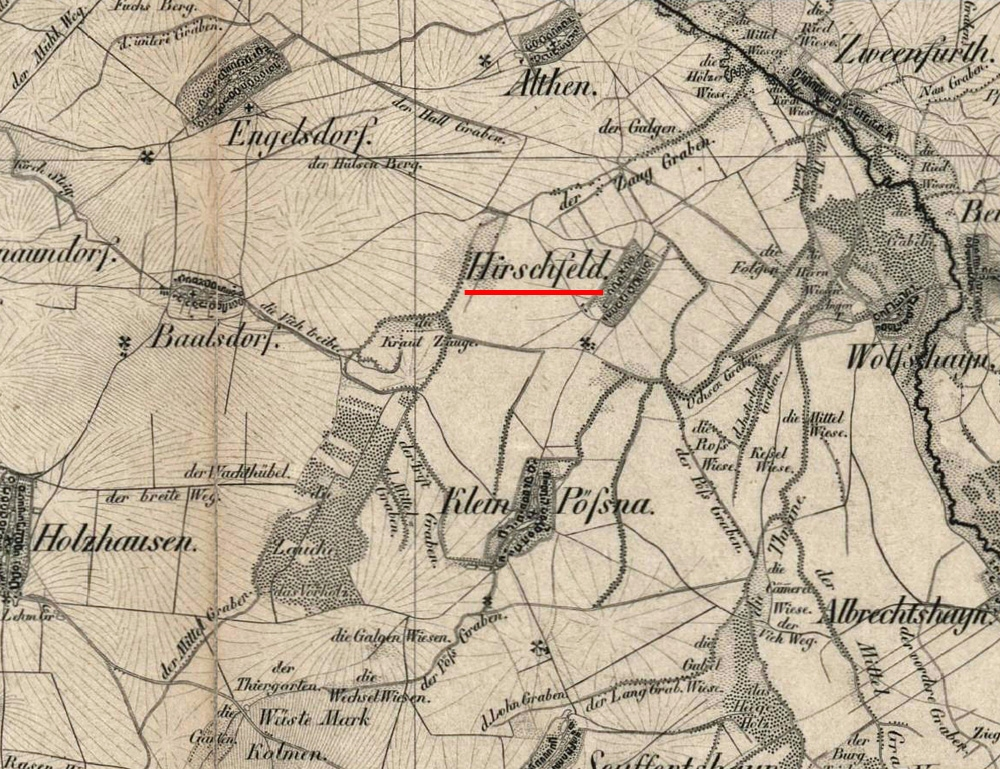
Hirschfeld auf einer Karte von 1850

Der Ort Hirschfeld ist ein Stadtteil von Leipzig. Er kam über die Eingemeindung von Engelsdorf, zu dem er vorher gehörte, nach Leipzig und bildet nun in der administrativen Gliederung von Leipzig zusammen mit Althen und Kleinpösna den Ortsteil Althen-Kleinpösna.

## Lage und Ortstypik
| Bevölkerungsentwicklung |           |
| Jahr                    | Einwohner |
| 1552                    | 17 Höfe   |
| 1764                    | 14 Höfe   |
| 1834                    | 135       |
| 1871                    | 143       |
| 1910                    | 137       |
| 1925                    | 148       |
| 1939                    | 137       |
| 1946                    | 237       |
| 1950                    | 218       |
| 1964                    | 139       |
| 1996                    | 96        |
| 2001                    | 116       |

Hirschfeld liegt im Osten Leipzigs etwa 11 Kilometer vom Leipziger Stadtzentrum entfernt. Die umgebenden Orte sind von Norden im Uhrzeigersinn Althen, Borsdorf, Zweenfurth, Wolfshain, Albrechtshain, Kleinpösna, Baalsdorf und Engelsdorf.
Der Ort besteht aus einer einzigen Straße, die von Südwest nach Nordost verläuft und an der zu beiden Seiten die Grundstücke anliegen. Unmittelbar am südwestlichen Ortsausgang befindet sich die Auffahrt Kleinpösna der Autobahn A14. Über die Linie 73 der LVB hat Hirschfeld eine stündliche Busverbindung in die Innenstadt.
Hirschfeld liegt inmitten von Feldflur, im Osten tangiert von der Seefläche eines Kiesabbaubetriebes, und hat seinen dörflichen Charakter bewahrt. Es gehört zu den wenigen Orten ohne neuen Siedlungsbau nach 1990, was auch in seiner jahrhundertelangen nahezu konstanten Einwohnerzahl knapp über 100, abgesehen vom Ansteigen durch Flüchtlinge und Vertriebene nach 1945, zum Ausdruck kommt. Im Ort gibt es keine öffentlichen Einrichtungen.

## Geschichte
Hirschfeld entstand im 12. Jahrhundert im Zuge der Deutschen Ostsiedlung als Straßenangerdorf. Erste schriftliche Erwähnung fand es 1335 in einem Abgabenregister als Herswelt. 1350 hieß es Hersvelde, und daran erinnert auch die einzige Straße des Ortes, die Hersvelder Straße, noch heute.
Ab der zweiten Hälfte des 14. Jahrhunderts war Hirschfeld im Besitz des Leipziger Georgen-Nonnenklosters. Mit der Auflösung des Klosters während der Reformation fiel das Dorf 1543 an den Rat der Stadt Leipzig. Dieser verkaufte es 1641 zur Begleichung von Schulden an Johann Ponickau auf dem Gut Pomßen. Innerhalb der Ponickaueschen Familie kam Hirschfeld 1729 durch Kauf unter die Grundherrschaft des Gutes Belgershain. Bei wechselnden Besitzern von Belgershain blieb es dabei, bis auf der Grundlage der Sächsischen Landgemeindeordnung von 1838 auch in Hirschfeld ein Gemeinderat gebildet wurde. Hirschfeld lag bis 1856 im kursächsischen bzw. königlich-sächsischen Kreisamt Leipzig. Die Gerichtsbarkeit ging 1856 an das Gerichtsamt Leipzig I über. Ab 1875 gehörte der Ort zur Amtshauptmannschaft Leipzig.
In der Völkerschlacht blieb Hirschfeld von Kampfhandlungen verschont, hatte aber unter Einquartierungen zu leiden. Im Ersten Weltkrieg fielen zehn Männer aus Hirschfeld, im Zweiten Weltkrieg acht.
Der Anschluss an das elektrische Energieversorgungsnetz erfolgte 1911, der Wasserleitungsanschluss erst 1982/83 nach einem Hochwasser, das die Brunnen verunreinigte, und der Abwasseranschluss 1992. Die 1938/39 begonnenen Arbeiten am Autobahnbau wurden während des Zweiten Weltkriegs unterbrochen und an dem Teilstück bei Hirschfeld erst 1970 beendet. In den 1950er Jahren begann auch in Hirschfeld die Kollektivierung der Landwirtschaft, zunächst mit der Bildung einer LPG Typ I. Es wurden mit den Nachbarorten immer größere Einheiten geschaffen, bis schließlich Ende der 1970er Jahre das Volkseigene Gut Engelsdorf die Pflanzenproduktion der gesamten Gegend übernahm und der örtlichen LPG nur die Tierproduktion blieb. Deshalb wurden auch Scheunen als Lagerhallen vermietet. Nach der Wende übernahm ein großer Privatbetrieb in Althen Großteile der Hirschfelder Flur. So ließen sich in einigen Hirschfelder Höfen private Handwerksbetriebe nieder. 1993 begann östlich von Hirschfeld der Kiesabbau, der ab 1996 intensiviert wurde, wodurch große offene Wasserflächen entstanden.
Am 1. Oktober 1975 schloss sich Hirschfeld  mit der Gemeinde Kleinpösna zusammen. Am 1. Januar 1994 folgte die Eingemeindung nach Engelsdorf und am 1. Januar 1999 mit diesem nach Leipzig.

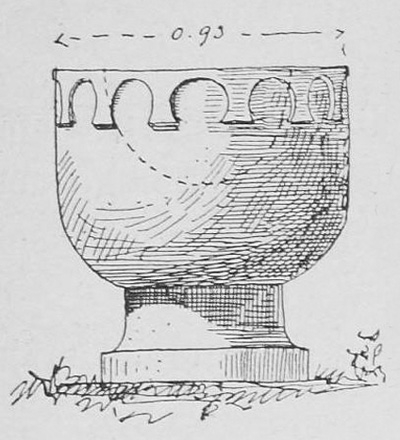
Taufbecken, 13. Jahrhundert

### Kirche
Wie Baubefunde belegen, wurde die Hirschfelder Kirche  bereits zur Gründungszeit des Ortes als romanische Chorturmkirche erbaut. Ab etwa 1500 war sie Filialkirche von Engelsdorf.
1721/1722 wurde sie im Sinne einer protestantischen, schlichten, barocken Kunstauffassung grundlegend umgebaut. 1955/1956 wurde der Innenraum der Kirche erneuert, wobei der Leipziger Bildhauer Max Alfred Brumme Altar, Kanzel, Beleuchtungskörper und Farbgebung neu gestaltete. Der bei der Barockisierung auf den Friedhof ausgelagerte romanische Taufstein aus dem 13. Jahrhundert wurde überarbeitet und wieder in die Kirche geholt. Weitere Sanierungen folgten 1992 (außen) und 2002 (innen).

### Schule
Ab etwa 1580 gingen die Hirschfelder Kinder nach Engelsdorf zum Küster in die Schule. 1738 begann ein Katechet, die Hirschfelder Kinder reihum in den Höfen, später im Gemeindehaus, zu unterrichten und ab 1814 wieder in den Höfen. Ab 1815 gab es eine Lehrerstelle. Der Lehrer wohnte in einem Zimmer, in dem er auch unterrichtete, 1857 kam ein zweites als Unterrichtsraum hinzu. 1887 wurde ein neues Schulhaus errichtet. Von 1925 bis 1952 besuchten die Hirschfelder Kinder die Schule in Kleinpösna, danach die in Engelsdorf, wohin sie anfangs im Winter mit dem Pferdewagen, ab 1956 mit einem Bus gefahren wurden.

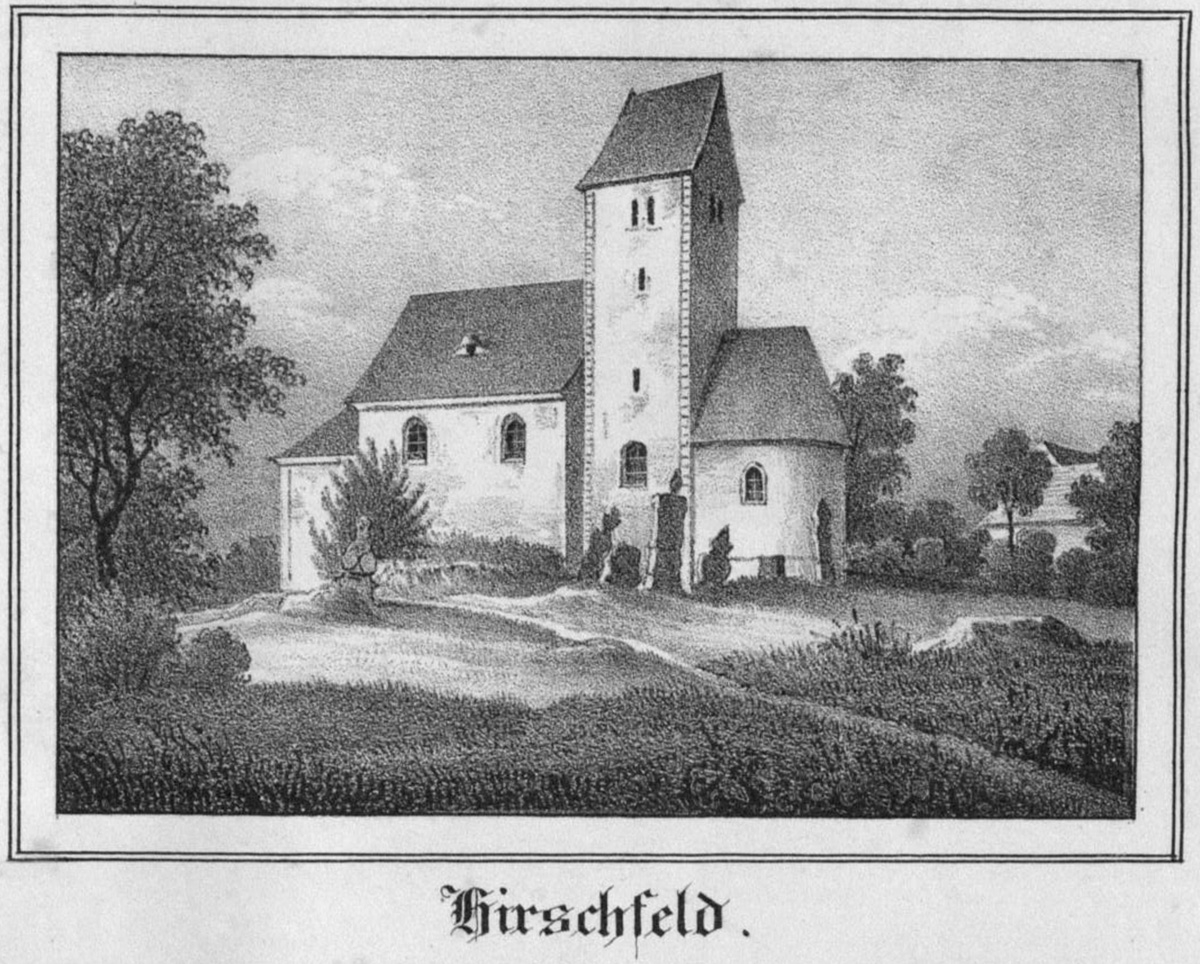
Kirche um 1840
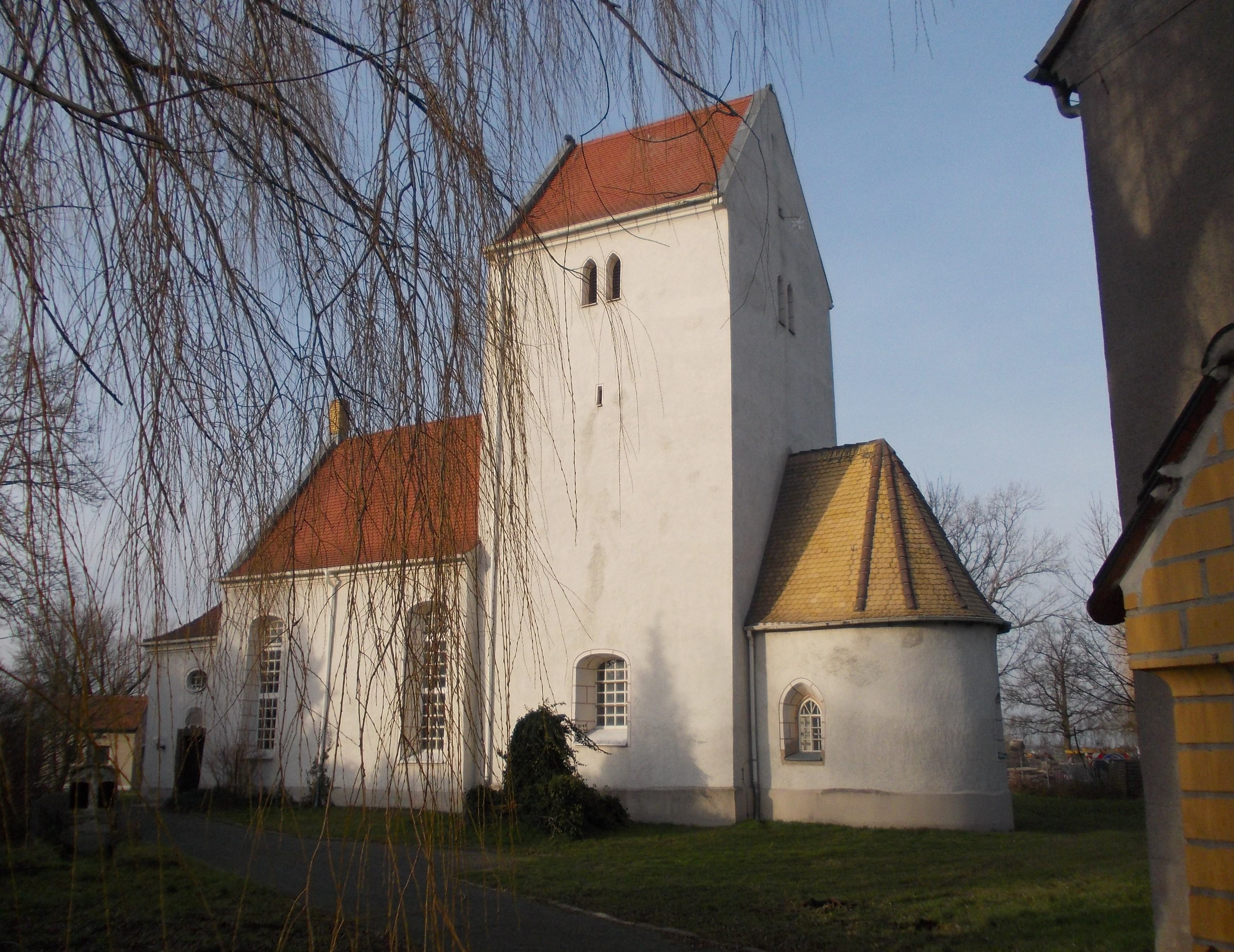
Kirche Hirschfeld (2015)
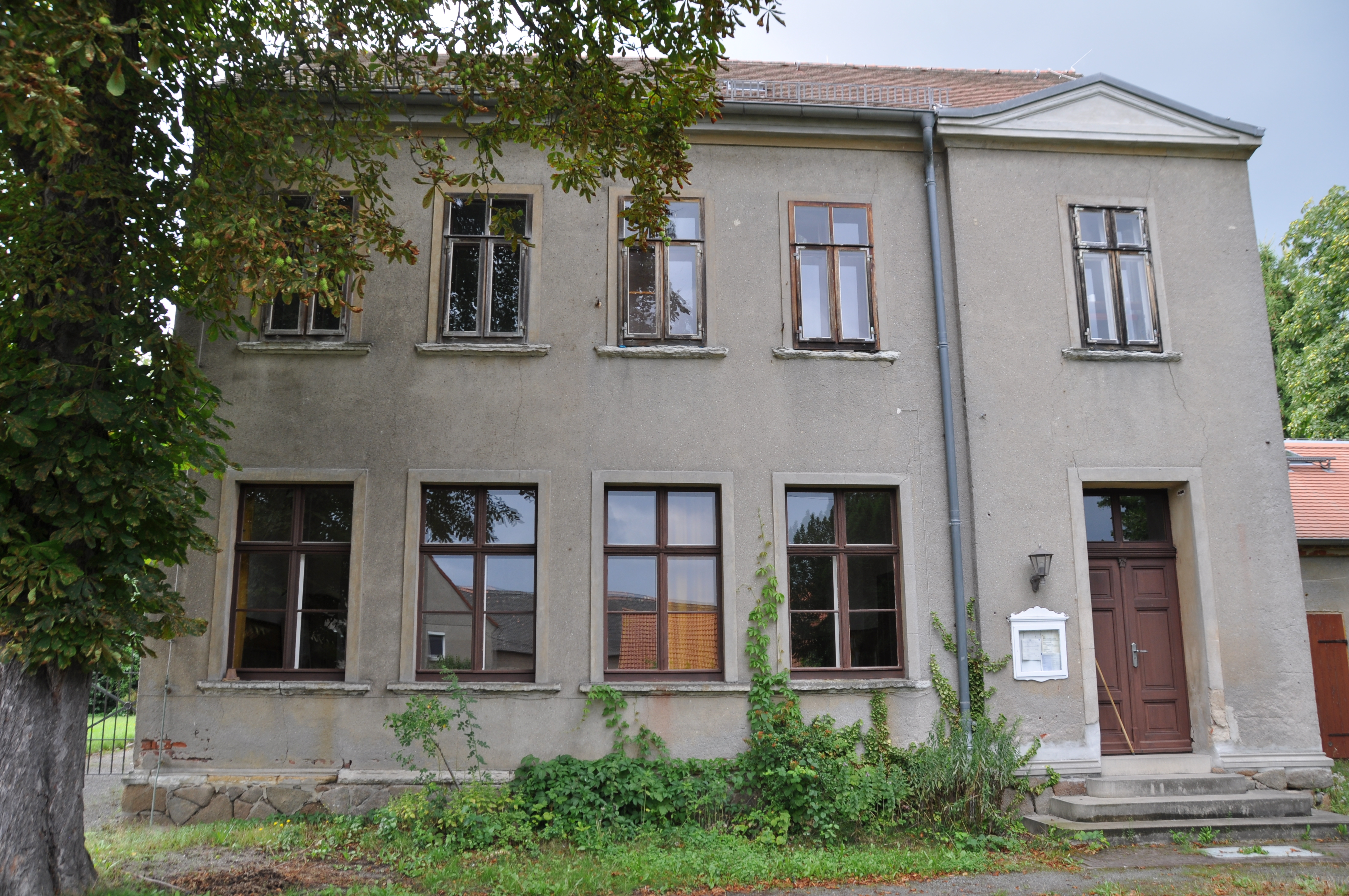
Ehemaliges Schulgebäude vor der Kirche
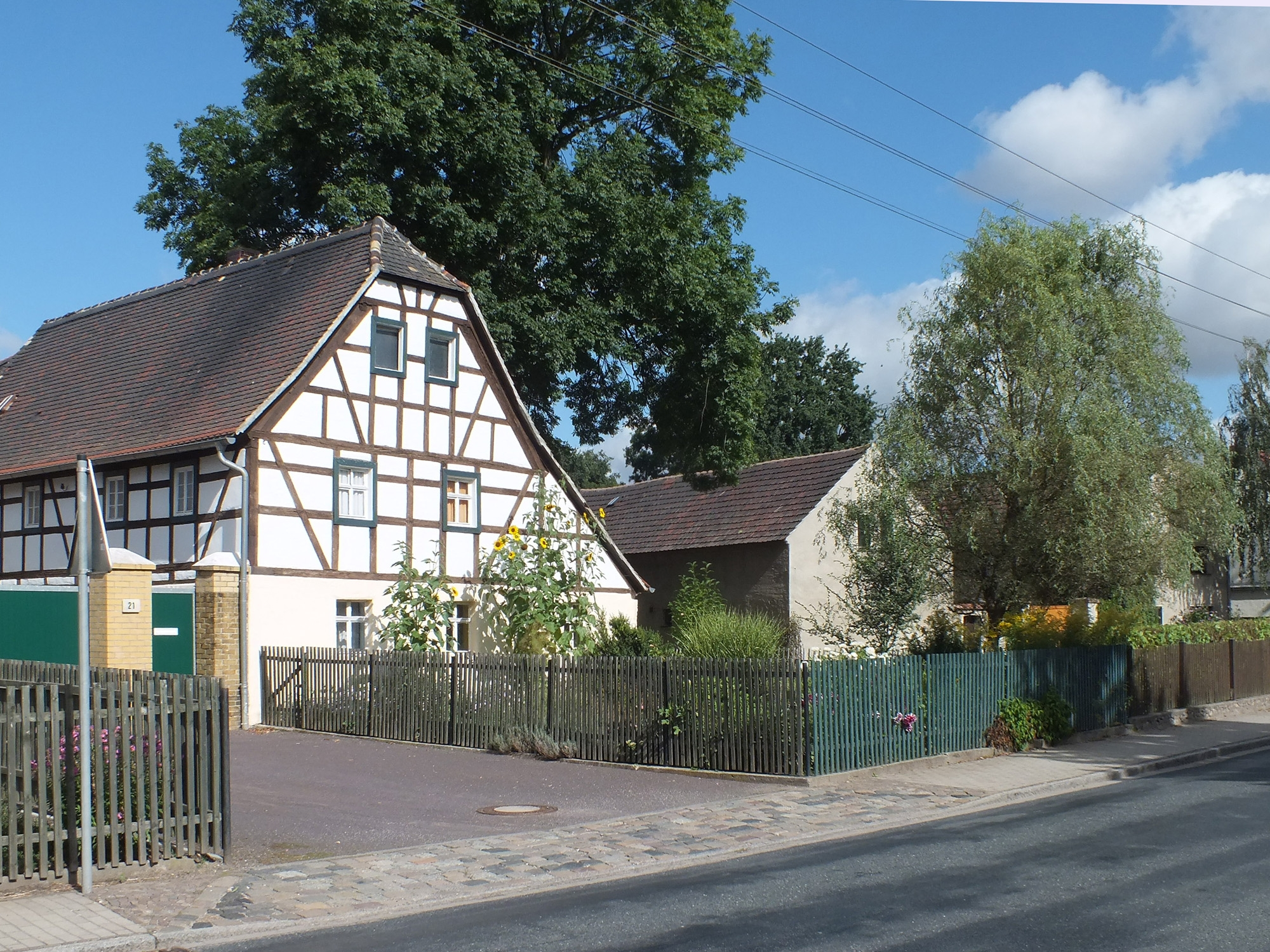
Hirschfelder Bauernhaus

## Persönlichkeiten
- Oswald Friedrich (1863–1935), Politiker, Mitglied des Sächsischen Landtags